# Teucholabis (Teucholabis) stygica
Teucholabis (Teucholabis) stygica is een tweevleugelige uit de familie steltmuggen (Limoniidae). De soort komt voor in het Neotropisch gebied.